# Leiro
Leiro település Spanyolországban, Ourense tartományban. Leiro Carballeda de Avia, Avión, Boborás, O Carballiño, San Amaro, Cenlle és Beade községekkel határos. Lakosainak száma 1481 fő (2024).

## Népesség
A település népessége az elmúlt években az alábbi módon változott:
| Lakosok száma | 2014 | 1940 | 1860 | 1793 | 1763 | 1675 | 1601 | 1568 | 1522 | 1481 |
|               | 2001 | 2004 | 2007 | 2009 | 2012 | 2014 | 2017 | 2019 | 2022 | 2024 |